# Ophiolepis variegata
Ophiolepis variegata är en ormstjärneart som beskrevs av Christian Frederik Lütken 1856. Ophiolepis variegata ingår i släktet Ophiolepis och familjen Ophiolepididae. Inga underarter finns listade i Catalogue of Life.